# Antoniem
Twee woorden zijn elkaars antoniem als ze een tegengestelde betekenis hebben. Het woord is afgeleid uit het Grieks: anti ("tegen"), onoma ("naam, benoeming").
Beide woorden vormen een antoniemenpaar.

## Betekenisverhouding
Ieder woord heeft zowel een vorm (de klanken) als een betekenis.
De tegenstelling tussen beide leden van een antoniemenpaar schuilt in de woordbetekenis: zo betekent "warm" exact het tegengestelde van "koel". En "ouder" en "kind" betekenen elkaars tegengestelde, doordat het ene woord de betekenis heeft van "degene die heeft voortgebracht", terwijl het andere juist "degene die is voortgebracht" betekent. Een ander voorbeeld is het woord "antoniem" zelf, dat mede naar zichzelf verwijst aangezien het exact het tegenovergestelde betekent van synoniem. Dit is tevens een voorbeeld van een zelfvervuller.

### Woord en zaak
Dat wil echter niet zeggen dat de tegenstelling ook in de aangeduide zaak berust. Een voorwerp, of de buitentemperatuur, kan door de een als warm worden ervaren, door de ander als koel. En iemands ouder is tegelijk altijd iemands kind. Antonymie is een tegenstelling tussen woordbetekenissen, niet tussen aangeduide zaken die in de werkelijkheid bestaan.
Soms sluiten de betekenissen van een antoniemenpaar elkaar echter wél uit. Zo is moeilijk in te zien hoe "dood" en "levend" tegelijkertijd op een en dezelfde zaak van toepassing zouden kunnen zijn.

### Meervoudige betekenis
Doordat antonymie op betekenis tegenstelling is gebaseerd, kent één woordvorm soms meerdere antoniemen.
Dat is in de eerste plaats het geval als een woord polysemie vertoont. Weliswaar gaat het dan om slechts één woord, maar dat woord heeft in de loop der tijd uiteenlopende betekenissen gekregen. Een voorbeeld is kind, dat in de betekenis van "telg, afstammeling" als antoniem ouder heeft, maar in de betekenis van jeugdige het antoniem volwassene. Een ander voorbeeld is het vanouds zeer negatieve wreed, dat met name in jongerentaal wel wordt gebruikt in de betekenis "gaaf, geweldig". Daarmee is dit woord zijn eigen antoniem geworden.
In de tweede plaats kunnen twee woorden met dezelfde vorm homofonen of homoniemen zijn: ze klinken dan hetzelfde en hebben dezelfde vorm, maar dat is toeval want ze zijn niet etymologisch verwant. Zo bestaat er een woord "licht1 " in de betekenis "helder". Een homoniem hiervan is "licht2 " in de betekenis "van gering gewicht". Het antoniem van "licht1 " is "donker", dat van "licht2 " is "zwaar".

## Classificatie van antoniemen
Er bestaan vele soorten van antoniemen. Enkele daarvan zijn:

### Converse antoniemen
Het begrip "ouder" impliceert noodzakelijkerwijs dat er ook een "kind" is, en wie "boven" zegt, geeft daarmee te kennen dat er ook een "onder" is. Van deze woordparen, met betekenissen die van elkaar afhankelijk zijn, zegt men dat zij een converse relatie tot elkaar hebben.

### Relationele antoniemen
Wanneer een antoniemenpaar verwijst naar de (familie)relatie tussen twee aangeduide personen, wordt wel van relationele antoniemen gesproken. Opnieuw is "ouder" - "kind" hiervan uiteraard een voorbeeld.

### Wederzijdse uitsluiting
De betekenissen van het paar "dood" - "levend" sluiten elkaar uit. Hetzelfde geldt voor "man" en vrouw": men kan niet zowel het een als het ander zijn. Deze wederzijdse uitsluiting wordt vaak weergegeven met het voorvoegsel on-, zoals in "onjuist" tegenover "juist". Ook non-, in-, a- en niet- kunnen in het Nederlands dergelijke antoniemen vormen. Als het ene woord op een aangeduide zaak van toepassing is, dan is in deze gevallen het antoniem noodzakelijkerwijze niet van toepassing. In het dagelijks leven leiden wederzijds exclusieve antoniemen weleens tot problemen: zo is de keuze tussen "juist" en "onjuist" bij nader inzien vaak niet zo eenvoudig.

### Meervoudige onverenigbaarheid
Soms worden woorden ook elkaars antoniemen genoemd als ze niet een woordpaar vormen, maar een grotere groep. Het woord "roos" heeft dan vele antoniemen: "tulp", "narcis", "boterbloem" enzovoort. Deze meervoudige onverenigbaarheid treedt op wanneer de leden van de woordgroep elk voor zich hyponiemen zijn van een overkoepelende term ofwel hyperoniem, in dit geval "bloem".

## Woordsoorten

### Werkwoorden
- kopen - verkopen
- geven - nemen
- gaan - komen
- vergroten - verkleinen
- dalen - stijgen
- liefhebben - haten
- tonen - verbergen

### Zelfstandige naamwoorden
- ouder - kind
- volwassene - kind
- leraar - student
- man - vrouw
- meisje - jongen

### Bijvoeglijke naamwoorden
- warm - koel
- heet - koud
- groot - klein
- dood - levend
- mooi - lelijk
- oud  - jong

### Voorzetsels
- binnen - buiten
- boven - onder, beneden
- met - zonder
- van - naar
- voor - na, achter, tegen
- Op - Af
- In - Uit

### Bijwoorden
- alles - niets
- altijd - nooit
- overal - nergens
- vaak - soms
- veel - weinig
- wel - niet

## Componentenanalyse
De betekenis van een woord heeft meerdere componenten, en de componentenanalyse, een tak van taalkunde, beoogt die componenten formeel weer te geven. Daarbij komen betekenisverschillen aan het licht, die dan als een vorm van antonymie worden opgevat.
Het woord "mens" is hiervan een bekend voorbeeld. Enkele betekeniscomponenten ervan zijn: levend, dierlijk, tastbaar. Maar deze opsomming is niet volledig, en kan dat ook nooit zijn. Doorgaans worden de voor het onderzoek relevante componenten geïsoleerd, de overige worden buiten beschouwing gelaten.
Maar ook binnen het begrip "mens" kunnen weer onderverdelingen worden gemaakt, met name:
|            | volwassen | jeugdig |
| mannelijk  | man       | jongen  |
| vrouwelijk | vrouw     | meisje  |

Al deze woorden hebben de betekeniscomponent "menselijk", maar dit kan ook negatief worden geformuleerd: geen van alle hebben zij de betekeniscomponent "niet-menselijk". De relevante componenten van de vier woorden kunnen nu schematisch worden weergegeven:
| man    | +menselijk | +mannelijk | +volwassen |
| vrouw  | +menselijk | -mannelijk | +volwassen |
| jongen | +menselijk | +mannelijk | -volwassen |
| meisje | +menselijk | -mannelijk | -volwassen |

Woorden zijn nu elkaars antoniem als ze in één betekeniscomponent verschillen; de antoniemen "man" en "vrouw" onderscheiden zich van elkaar louter door de aan- of afwezigheid van de betekeniscomponent mannelijk. Maar hieruit volgt dat ook "man" en "jongen" antoniemen van elkaar zijn: het verschil is nu gelegen in de betekeniscomponent ±volwassen.
Deze toepassing van het begrip "antoniem" is in het dagelijks gebruik minder frequent dan de meer inzichtelijke (zoals "man" - "vrouw"), waarbij twee paren "logischerwijze" elkaars tegengestelde vormen.